# Love on Tour
Tournées par Harry Styles
Harry Styles: Live On Tour
Love on Tour est la seconde tournée du chanteur britannique Harry Styles afin de promouvoir ses albums Fine Line et Harry's House.
Après avoir été reportée deux fois en raison de la pandémie de Covid-19, la tournée débute aux États-Unis, le 4 septembre 2021 à Las Vegas, dans le Nevada et se termine le 22 juillet 2023 à Reggio d'Émilie en Italie. C'est l'une des premières tournées à se réaliser en arène couverte et à se produire aux États-Unis lors de la fin des restrictions liées à la pandémie.
Love on Tour est la quatrième tournée la plus lucrative de l'histoire avec 590,4 millions de dollars de recettes et 4,7 millions de spectateurs.

## Contexte
Le 4 novembre 2019, Styles annonce la sortie de son deuxième album Fine Line pour le 13 décembre 2019. Le premier single Lights Up est diffusé sur les plateformes numériques le 11 octobre. Lors d'une interview pour la radio Capital FM, le chanteur annonce qu'une tournée est prévue. Les dates de la tournée sont annoncées le 13 novembre, soit un mois avant la sortie de l'album.
En mars 2020, les dates européennes de la tournée sont reportées à 2021 en raison des restrictions liée à la pandémie de Covid-19. En juin, ce sont les dates américaines qui sont également reportées à cause de la pandémie. En juillet 2021, il est indiqué que les dates américaines débuteront en septembre de la même année plutôt qu'en août comme prévu initialement. En fonction de la législation de l'État, l'organisateur de l'événement exige, pour assister au concert, une attestation de vaccination contre la maladie de Covid-19 ou un test diagnostique négatif dans les 48 heures précédant l'entrée, ainsi que le port du masque.
Le 19 janvier 2022, les dates pour l'Europe ainsi que pour l'Amérique du Sud sont dévoilées. Une série de nouvelles dates sont annoncées pour l'Océanie, l'Asie et à nouveau l'Europe, prévues en 2023,,.

## Dates
| Date               | Villes                | Pays               | Lieu                                      | Première partie                |
| Amérique du Nord   | Amérique du Nord      | Amérique du Nord   | Amérique du Nord                          | Amérique du Nord               |
| ------------------ | --------------------- | ------------------ | ----------------------------------------- | ------------------------------ |
| 4 septembre 2021   | Las Vegas             | États-Unis         | MGM Grand Garden Arena                    | Jenny Lewis                    |
| 7 septembre 2021   | Denver                | États-Unis         | Ball Arena                                | Jenny Lewis                    |
| 9 septembre 2021   | San Antonio           | États-Unis         | AT&T Center                               | Jenny Lewis                    |
| 11 septembre 2021  | Dallas                | États-Unis         | American Airlines Center                  | Jenny Lewis                    |
| 15 septembre 2021  | Saint-Louis           | États-Unis         | Enterprise Center                         | Jenny Lewis                    |
| 17 septembre 2021  | Philadelphie          | États-Unis         | Wells Fargo Center                        | Jenny Lewis                    |
| 18 septembre 2021  | Washington            | États-Unis         | Capital One Arena                         | Jenny Lewis                    |
| 20 septembre 2021  | Détroit               | États-Unis         | Little Caesars Arena                      | Jenny Lewis                    |
| 22 septembre 2021  | Saint Paul            | États-Unis         | Xcel Energy Center                        | Jenny Lewis                    |
| 24 septembre 2021  | Chicago               | États-Unis         | United Center                             | Jenny Lewis                    |
| 25 septembre 2021  | Chicago               | États-Unis         | United Center                             | Jenny Lewis                    |
| 29 septembre 2021  | Nashville             | États-Unis         | Bridgestone Arena                         | Jenny Lewis                    |
| 1er octobre 2021   | Nashville             | États-Unis         | Bridgestone Arena                         | Jenny Lewis                    |
| 3 octobre 2021     | New York              | États-Unis         | Madison Square Garden                     | Jenny Lewis                    |
| 4 octobre 2021     | New York              | États-Unis         | Madison Square Garden                     | Jenny Lewis                    |
| 7 octobre 2021     | Orlando               | États-Unis         | Amway Center                              | Jenny Lewis                    |
| 8 octobre 2021     | Sunrise               | États-Unis         | FLA Live Arena                            | Jenny Lewis                    |
| 10 octobre 2021    | Tampa                 | États-Unis         | Amalie Arena                              | Jenny Lewis                    |
| 12 octobre 2021    | Raleigh               | États-Unis         | PNC Arena                                 | Jenny Lewis                    |
| 14 octobre 2021    | Pittsburgh            | États-Unis         | PPG Paints Arena                          | Jenny Lewis                    |
| 16 octobre 2021    | New York              | États-Unis         | Madison Square Garden                     | Jenny Lewis                    |
| 18 octobre 2021    | Cleveland             | États-Unis         | Rocket Mortgage FieldHouse                | Jenny Lewis                    |
| 21 octobre 2021    | Uncasville            | États-Unis         | Mohegan Sun Arena                         | Jenny Lewis                    |
| 23 octobre 2021    | Uncasville            | États-Unis         | Mohegan Sun Arena                         | Jenny Lewis                    |
| 25 octobre 2021    | Boston                | États-Unis         | TD Garden                                 | Jenny Lewis                    |
| 27 octobre 2021    | Atlanta               | États-Unis         | State Farm Arena                          | Jenny Lewis                    |
| 28 octobre 2021    | Atlanta               | États-Unis         | State Farm Arena                          | Jenny Lewis                    |
| 30 octobre 2021    | New York              | États-Unis         | Madison Square Garden                     | Madison Cunnigham Orville Peck |
| 31 octobre 2021    | New York              | États-Unis         | Madison Square Garden                     | Madison Cunnigham Orville Peck |
| 3 novembre 2021    | Milwaukee             | États-Unis         | Fiserv Forum                              | Jenny Lewis                    |
| 7 novembre 2021    | Tacoma                | États-Unis         | Tacoma Dome                               | Jenny Lewis                    |
| 8 novembre 2021    | Portland              | États-Unis         | Moda Center                               | Jenny Lewis                    |
| 10 novembre 2021   | Sacramento            | États-Unis         | Golden 1 Center                           | Jenny Lewis                    |
| 11 novembre 2021   | San José              | États-Unis         | SAP Center                                | Jenny Lewis                    |
| 13 novembre 2021   | Glendale              | États-Unis         | Gila River Arena                          | Jenny Lewis                    |
| 15 novembre 2021   | San Diego             | États-Unis         | Pechanga Arena                            | Jenny Lewis                    |
| 17 novembre 2021   | Inglewood             | États-Unis         | The Forum                                 | Jenny Lewis                    |
| 19 novembre 2021   | Inglewood             | États-Unis         | The Forum                                 | Jenny Lewis                    |
| 20 novembre 2021   | Inglewood             | États-Unis         | The Forum                                 | Jenny Lewis                    |
| 23 novembre 2021   | Houston               | États-Unis         | Toyota Center                             |                                |
| 24 novembre 2021   | North Little Rock     | États-Unis         | Simmons Bank Arena                        |                                |
| 28 novembre 2021   | Elmont                | États-Unis         | UBS Arena                                 |                                |
| Europe             |                       |                    |                                           |                                |
| 11 juin 2022       | Glasgow               | Écosse             | Ibrox Stadium                             | Mitski                         |
| 15 juin 2022       | Manchester            | Angleterre         | Emirates Old Trafford                     | Mitski                         |
| 16 juin 2022       | Manchester            | Angleterre         | Emirates Old Trafford                     | Mitski                         |
| 18 juin 2022       | Londres               | Angleterre         | Stade de Wembley                          | Mitski                         |
| 19 juin 2022       | Londres               | Angleterre         | Stade de Wembley                          | Mitski                         |
| 22 juin 2022       | Dublin                | Irlande            | Aviva Stadium                             | Arlo Parks                     |
| 26 juin 2022       | Hambourg              | Allemagne          | Volksparkstadion                          | Wolf Alice                     |
| 29 juin 2022       | Stockholm             | Suède              | Tele2 Arena                               | Wolf Alice                     |
| 1er juillet 2022   | Oslo                  | Norvège            | Telenor Arena                             | Wolf Alice                     |
| 5 juillet 2022     | Paris                 | France             | Accor Arena                               | Wolf Alice                     |
| 7 juillet 2022     | Anvers                | Belgique           | Palais des sports                         | Wolf Alice                     |
| 9 juillet 2022     | Amsterdam             | Pays-Bas           | Ziggo Dome                                | Wolf Alice                     |
| 11 juillet 2022    | Munich                | Allemagne          | Olympiahalle                              | Wolf Alice                     |
| 13 juillet 2022    | Budapest              | Hongrie            | Papp László Budapest Sportaréna           | Wolf Alice                     |
| 15 juillet 2022    | Prague                | République Tchèque | O2 Arena                                  | Wolf Alice                     |
| 16 juillet 2022    | Vienne                | Autriche           | Wiener Stadthalle                         | Wolf Alice                     |
| 18 juillet 2022    | Cracovie              | Pologne            | Tauron Arena                              | Wolf Alice                     |
| 20 juillet 2022    | Berlin                | Allemagne          | Mercedes-Benz Arena                       | Wolf Alice                     |
| 22 juillet 2022    | Cologne               | Allemagne          | Lanxess Arena                             | Wolf Alice                     |
| 25 juillet 2022    | Bologne               | Italie             | Unipol Arena                              | Wolf Alice                     |
| 26 juillet 2022    | Turin                 | Italie             | Pala Alpitour                             | Wolf Alice                     |
| 29 juillet 2022    | Madrid                | Espagne            | WiZink Center                             | Wolf Alice                     |
| 31 juillet 2022    | Lisbonne              | Portugal           | Altice Arena                              | Wolf Alice                     |
| Amérique du Nord   |                       |                    |                                           |                                |
| 15 août 2022       | Toronto               | Canada             | Scotiabank Arena                          | Madi Diaz (en)                 |
| 16 août 2022       | Toronto               | Canada             | Scotiabank Arena                          | Madi Diaz (en)                 |
| 20 août 2022       | New York              | États-Unis         | Madison Square Garden                     | Blood Orange                   |
| 21 août 2022       | New York              | États-Unis         | Madison Square Garden                     | Blood Orange                   |
| 22 août 2022       | New York              | États-Unis         | Madison Square Garden                     | Blood Orange                   |
| 26 août 2022       | New York              | États-Unis         | Madison Square Garden                     | Blood Orange                   |
| 27 août 2022       | New York              | États-Unis         | Madison Square Garden                     | Blood Orange                   |
| 28 août 2022       | New York              | États-Unis         | Madison Square Garden                     | Blood Orange                   |
| 1er septembre 2022 | New York              | États-Unis         | Madison Square Garden                     | Blood Orange                   |
| 2 septembre 2022   | New York              | États-Unis         | Madison Square Garden                     | Blood Orange                   |
| 3 septembre 2022   | New York              | États-Unis         | Madison Square Garden                     | Blood Orange                   |
| 7 septembre 2022   | New York              | États-Unis         | Madison Square Garden                     | Blood Orange                   |
| 8 septembre 2022   | New York              | États-Unis         | Madison Square Garden                     | Blood Orange                   |
| 10 septembre 2022  | New York              | États-Unis         | Madison Square Garden                     | Blood Orange                   |
| 14 septembre 2022  | New York              | États-Unis         | Madison Square Garden                     | Blood Orange                   |
| 15 septembre 2022  | New York              | États-Unis         | Madison Square Garden                     | Blood Orange                   |
| 21 septembre 2022  | New York              | États-Unis         | Madison Square Garden                     | Blood Orange                   |
| 25 septembre 2022  | Austin                | États-Unis         | Moody Center (en)                         | Gabriels                       |
| 26 septembre 2022  | Austin                | États-Unis         | Moody Center (en)                         | Gabriels                       |
| 28 septembre 2022  | Austin                | États-Unis         | Moody Center (en)                         | Gabriels                       |
| 29 septembre 2022  | Austin                | États-Unis         | Moody Center (en)                         | Gabriels                       |
| 2 octobre 2022     | Austin                | États-Unis         | Moody Center (en)                         | Gabriels                       |
| 3 octobre 2022     | Austin                | États-Unis         | Moody Center (en)                         | Gabriels                       |
| 6 octobre 2022     | Chicago               | États-Unis         | United Center                             | Jessie Ware                    |
| 8 octobre 2022     | Chicago               | États-Unis         | United Center                             | Jessie Ware                    |
| 9 octobre 2022     | Chicago               | États-Unis         | United Center                             | Jessie Ware                    |
| 13 octobre 2022    | Chicago               | États-Unis         | United Center                             | Jessie Ware                    |
| 14 octobre 2022    | Chicago               | États-Unis         | United Center                             | Jessie Ware                    |
| 15 octobre 2022    | Chicago               | États-Unis         | United Center                             | Jessie Ware                    |
| 23 octobre 2022    | Inglewood             | États-Unis         | The Forum                                 | Ben Harper                     |
| 24 octobre 2022    | Inglewood             | États-Unis         | The Forum                                 | Ben Harper                     |
| 26 octobre 2022    | Inglewood             | États-Unis         | The Forum                                 | Ben Harper                     |
| 28 octobre 2022    | Inglewood             | États-Unis         | The Forum                                 | Ben Harper                     |
| 29 octobre 2022    | Inglewood             | États-Unis         | The Forum                                 | Ben Harper                     |
| 31 octobre 2022    | Inglewood             | États-Unis         | The Forum                                 | Ben Harper                     |
| 2 novembre 2022    | Inglewood             | États-Unis         | The Forum                                 | Ben Harper                     |
| 9 novembre 2022    | Inglewood             | États-Unis         | The Forum                                 | Ben Harper                     |
| 11 novembre 2022   | Inglewood             | États-Unis         | The Forum                                 | Ben Harper                     |
| 12 novembre 2022   | Inglewood             | États-Unis         | The Forum                                 | Ben Harper                     |
| 14 novembre 2022   | Inglewood             | États-Unis         | The Forum                                 | Ben Harper                     |
| 15 novembre 2022   | Inglewood             | États-Unis         | The Forum                                 | Ben Harper                     |
| Amérique Latine    |                       |                    |                                           |                                |
| 20 novembre 2022   | Guadalajara           | Mexique            | Arena VFG                                 | Koffee                         |
| 22 novembre 2022   | Monterrey             | Mexique            | Monterrey Arena                           | Koffee                         |
| 24 novembre 2022   | Mexico                | Mexique            | Foro Sol                                  | Koffee                         |
| 25 novembre 2022   | Mexico                | Mexique            | Foro Sol                                  | Koffee                         |
| 27 novembre 2022   | Bogota                | Colombie           | Coliseo Live                              | Koffee                         |
| 29 novembre 2022   | Lima                  | Pérou              | Estadio Nacional                          | Koffee                         |
| 1er décembre 2022  | Santiago              | Chili              | Estadio Bicentenario de La Florida        | Koffee                         |
| 3 décembre 2022    | Buenos Aires          | Argentine          | Stade Monumental Antonio Vespucio Liberti | Koffee                         |
| 4 décembre 2022    | Buenos Aires          | Argentine          | Stade Monumental Antonio Vespucio Liberti | Koffee                         |
| 6 décembre 2022    | São Paulo             | Brésil             | Allianz Parque                            | Koffee                         |
| 8 décembre 2022    | Rio de Janeiro        | Brésil             | Jeunesse Arena                            | Koffee                         |
| 10 décembre 2022   | Curitiba              | Brésil             | Pedreira Paulo Leminski                   | Koffee                         |
| 13 décembre 2022   | São Paulo             | Brésil             | Allianz Parque                            | Koffee                         |
| 14 décembre 2022   | São Paulo             | Brésil             | Allianz Parque                            | Koffee                         |
| Amérique du Nord,  |                       |                    |                                           |                                |
| 26 janvier 2023    | Inglewood             | États-Unis         | The Forum                                 | Wet Leg                        |
| 27 janvier 2023    | Inglewood             | États-Unis         | The Forum                                 | Wet Leg                        |
| 29 janvier 2023    | Inglewood             | États-Unis         | The Forum                                 | Wet Leg                        |
| 30 janvier 2023    | Palm Springs          | États-Unis         | Acrisure Arena                            | Madi Diaz (en)                 |
| 1er février 2023   | Palm Springs          | États-Unis         | Acrisure Arena                            | Madi Diaz (en)                 |
| Océanie            |                       |                    |                                           |                                |
| 20 février 2023    | Perth                 | Australie          | HBF Park                                  | Wet Leg                        |
| 24 février 2023    | Melbourne             | Australie          | Marvel Stadium                            | Wet Leg                        |
| 25 février 2023    | Melbourne             | Australie          | Marvel Stadium                            | Wet Leg                        |
| 28 février 2023    | Gold Coast            | Australie          | Metricon Stadium                          | Wet Leg                        |
| 3 mars 2023        | Sydney                | Australie          | Stadium Australia                         | Wet Leg                        |
| 4 mars 2023        | Sydney                | Australie          | Stadium Australia                         | Wet Leg                        |
| 7 mars 2023        | Auckland              | Nouvelle-Zélande   | Mount Smart Stadium                       | Wet Leg                        |
| Asie               |                       |                    |                                           |                                |
| 11 mars 2023       | Bangkok               | Thaïlande          | Stade Rajamangala                         |                                |
| 14 mars 2023       | Manille               | Philippines        | Philippine Arena                          |                                |
| 17 mars 2023       | Singapour             | Singapour          | Stade national                            |                                |
| 20 mars 2023       | Séoul                 | Corée du Sud       | KSPO Dome                                 |                                |
| 24 mars 2023       | Tokyo                 | Japon              | Ariake Arena                              |                                |
| 25 mars 2023       | Tokyo                 | Japon              | Ariake Arena                              |                                |
| Europe             |                       |                    |                                           |                                |
| 13 mai 2023        | Horsens               | Danemark           | CASA Arena Horsens                        | Wet Leg                        |
| 14 mai 2023        | Horsens               | Danemark           | CASA Arena Horsens                        | Wet Leg                        |
| 17 mai 2023        | Munich                | Allemagne          | Stade olympique                           | Wet Leg                        |
| 18 mai 2023        | Munich                | Allemagne          | Stade olympique                           | Wet Leg                        |
| 22 mai 2023        | Coventry              | Angleterre         | Coventry Building Society Arena           | Wet Leg                        |
| 23 mai 2023        | Coventry              | Angleterre         | Coventry Building Society Arena           | Wet Leg                        |
| 26 mai 2023        | Édimbourg             | Écosse             | Murrayfield Stadium                       | Wet Leg                        |
| 27 mai 2023        | Édimbourg             | Écosse             | Murrayfield Stadium                       | Wet Leg                        |
| 1er juin 2023      | Saint-Denis           | France             | Stade de France                           | Wet Leg                        |
| 2 juin 2023        | Saint-Denis           | France             | Stade de France                           | Wet Leg                        |
| 4 juin 2023        | Amsterdam             | Pays-Bas           | Johan Cruyff Arena                        | Wet Leg                        |
| 5 juin 2023        | Amsterdam             | Pays-Bas           | Johan Cruyff Arena                        | Wet Leg                        |
| 6 juin 2023        | Amsterdam             | Pays-Bas           | Johan Cruyff Arena                        | Wet Leg                        |
| 10 juin 2023       | Slane                 | Irlande            | Slane Castle                              | Wet Leg Inhaler                |
| 13 juin 2023       | Londres               | Angleterre         | Stade de Wembley                          | Wet Leg                        |
| 14 juin 2023       | Londres               | Angleterre         | Stade de Wembley                          | Wet Leg                        |
| 16 juin 2023       | Londres               | Angleterre         | Stade de Wembley                          | Wet Leg                        |
| 17 juin 2023       | Londres               | Angleterre         | Stade de Wembley                          | Wet Leg                        |
| 20 juin 2023       | Cardiff               | Pays de Galles     | Principality Stadium                      | Wet Leg                        |
| 21 juin 2023       | Cardiff               | Pays de Galles     | Principality Stadium                      | Wet Leg                        |
| 24 juin 2023       | Werchter              | Belgique           | Festivalpark Werchter                     | Wet Leg                        |
| 27 juin 2023       | Düsseldorf            | Allemagne          | Merkur Spiel-Arena                        | Wet Leg                        |
| 28 juin 2023       | Düsseldorf            | Allemagne          | Merkur Spiel-Arena                        | Wet Leg                        |
| 2 juillet 2023     | Varsovie              | Pologne            | Stade national                            | Wet Leg                        |
| 5 juillet 2023     | Francfort-sur-le-Main | Allemagne          | Deutsche Bank Park                        | Wet Leg                        |
| 6 juillet 2023     | Francfort-sur-le-Main | Allemagne          | Deutsche Bank Park                        | Wet Leg                        |
| 8 juillet 2023     | Vienne                | Autriche           | Stade Ernst-Happel                        | Wet Leg                        |
| 12 juillet 2023    | Barcelone             | Espagne            | Stade olympique Lluís-Companys            | Wet Leg                        |
| 14 juillet 2023    | Madrid                | Espagne            | Nuevo Espacio Mad Cool                    | Wet Leg                        |
| 18 juillet 2023    | Lisbonne              | Portugal           | Passeio Marítimo de Algés                 | Wet Leg                        |
| 22 juillet 2023    | Reggio d'Émilie       | Italie             | RCF Arena                                 | Wet Leg                        |

### Concerts annulés
| Date             | Ville       | Pays             | Raison                                                    |
| ---------------- | ----------- | ---------------- | --------------------------------------------------------- |
| 15 avril 2020    | Birmingham  | Angleterre       | Pandémie de Covid-19,                                     |
| 17 avril 2020    | Sheffield   | Angleterre       | Pandémie de Covid-19,                                     |
| 20 novembre 2020 | Sydney      | Australie        | Pandémie de Covid-19,                                     |
| 21 novembre 2020 | Sydney      | Australie        | Pandémie de Covid-19,                                     |
| 23 novembre 2020 | Auckland    | Nouvelle-Zélande | Pandémie de Covid-19,                                     |
| 25 novembre 2020 | Brisbane    | Australie        | Pandémie de Covid-19,                                     |
| 26 novembre 2020 | Brisbane    | Australie        | Pandémie de Covid-19,                                     |
| 28 novembre 2020 | Melbourne   | Australie        | Pandémie de Covid-19,                                     |
| 29 novembre 2020 | Melbourne   | Australie        | Pandémie de Covid-19,                                     |
| 2 décembre 2020  | Perth       | Australie        | Pandémie de Covid-19,                                     |
| 30 mars 2021     | Moscou      | Russie           | Pandémie de Covid-19,                                     |
| 16 août 2021     | Vancouver   | Canada           | Pandémie de Covid-19,                                     |
| 20 octobre 2021  | Montréal    | Canada           | Pandémie de Covid-19,                                     |
| 3 juillet 2022   | Copenhague  | Danemark         | Fusillade de 2022 dans un centre commercial de Copenhague |
| 5 novembre 2022  | Los Angeles | USA              | Cause de grippe                                           |
| 6 novembre 2022  | Los Angeles | USA              | Cause de grippe                                           |
| 7 novembre 2022  | Los Angeles | USA              | Cause de grippe                                           |